# Mabel (cântăreață)
Mabel Alabama Pearl McVey, cunoscută profesional doar ca Mabel, (n. 19 februarie 1996, Alhaurín el Grande⁠(d), Andaluzia, Spania) este o cântăreață și compozitoare britanică. Mabel a debutat în 2015 cu piesa „Know Me Better”. Doi ani mai târziu a lansat „Finders Keepers”, primul single al acesteia care a ajuns în top 10 UK Singles Chart. În ianuarie 2019, Mabel a fost nominalizată la Brit Awards, categoria „British Breakthrough Act”. În aceeași lună a lansat „Don't Call Me Up”, piesă care a ajuns în top 10 în 20 de țări, inclusiv România. Piesa face parte din albumul de debut High Expectations.

## Discografie

### Albume de studio
| Titlu             | Detalii                                            |
| ----------------- | -------------------------------------------------- |
| High Expectations | - Lansat: 2 august 2019 - Casă de discuri: Polydor |

### Mixtape-uri
| Titlu        | Detalii                                                                             | Poziții | Poziții | Poziții | Poziții | Poziții | Certificări   |
| Titlu        | Detalii                                                                             | GBR     | CAN     | DNK     | FRA     | IRL     | Certificări   |
| ------------ | ----------------------------------------------------------------------------------- | ------- | ------- | ------- | ------- | ------- | ------------- |
| Ivy to Roses | - Lansat: 13 octombrie 2017 - Relansat: 18 ianuarie 2019 - Casă de discuri: Polydor | 28      | 83      | 32      | 170     | 58      | - BPI: argint |

### EP-uri
| Titlu   | Detalii                                          |
| ------- | ------------------------------------------------ |
| Bedroom | - Lansat: 26 mai 2017 - Casă de discuri: Polydor |

### Single-uri
| Titlu                                        | An   | Poziții | Poziții | Poziții  | Poziții  | Poziții | Poziții | Poziții | Poziții | Poziții | Poziții | Poziții | Poziții | Poziții | Poziții | Poziții | Certificări                                        | Album             |
| Titlu                                        | An   | GBR     | AUS     | BEL (FL) | BEL (WA) | CAN     | DNK     | ESP     | FRA     | IRL     | ITA     | NLD     | NOR     | ROU     | SWE     | USA     | Certificări                                        | Album             |
| -------------------------------------------- | ---- | ------- | ------- | -------- | -------- | ------- | ------- | ------- | ------- | ------- | ------- | ------- | ------- | ------- | ------- | ------- | -------------------------------------------------- | ----------------- |
| „Know Me Better”                             | 2015 | —       | —       | —        | —        | —       | —       | —       | —       | —       | —       | —       | —       | —       | —       | —       |                                                    | N/A               |
| „My Boy My Town”                             | 2015 | —       | —       | —        | —        | —       | —       | —       | —       | —       | —       | —       | —       | —       | —       | —       |                                                    | N/A               |
| „Thinking of You”                            | 2016 | —       | —       | —        | —        | —       | —       | —       | —       | —       | —       | —       | —       | —       | —       | —       |                                                    | N/A               |
| „Finders Keepers” (feat. Kojo Funds)         | 2017 | 8       | —       | —        | —        | —       | —       | —       | —       | 45      | —       | —       | —       | —       | —       | —       | - BPI: platină                                     | High Expectations |
| „Bedroom”                                    | 2017 | —       | —       | —        | —        | —       | —       | —       | —       | —       | —       | —       | —       | —       | —       | —       |                                                    | Bedroom           |
| „Begging”                                    | 2017 | —       | —       | —        | —        | —       | —       | —       | —       | —       | —       | —       | —       | —       | —       | —       |                                                    | Ivy to Roses      |
| „My Lover” (Remix) (feat. Not3s)             | 2017 | 14      | —       | —        | —        | —       | —       | —       | —       | 47      | —       | —       | —       | —       | —       | —       | - BPI: platină                                     | High Expectations |
| „Fine Line” (feat. Not3s)                    | 2018 | 11      | —       | —        | —        | —       | —       | —       | —       | 38      | —       | —       | —       | —       | —       | —       | - BPI: aur                                         | High Expectations |
| „Cigarette” (feat. Raye & Stefflon Don)      | 2018 | 41      | —       | —        | —        | —       | —       | —       | —       | 74      | —       | —       | —       | —       | —       | —       | - BPI: argint                                      | High Expectations |
| „Ring Ring” (feat. Jax Jones & Rich the Kid) | 2018 | 12      | —       | —        | 36       | —       | —       | —       | —       | 15      | —       | —       | —       | 9       | —       | —       | - BPI: aur                                         | High Expectations |
| „One Shot”                                   | 2018 | 44      | —       | —        | —        | —       | —       | —       | —       | 64      | —       | —       | —       | —       | —       | —       |                                                    | Ivy to Roses      |
| „Don't Call Me Up”                           | 2019 | 3       | 16      | 2        | 5        | 29      | 6       | 68      | 27      | 3       | 17      | 2       | 3       | 7       | 10      | 66      | - BPI: platină - ARIA: aur - Music Canada: platină | High Expectations |
| „Mad Love”                                   | 2019 | 18      | —       | —        | —        | —       | —       | —       | —       | —       | —       | —       | —       | —       | 75      | —       |                                                    | High Expectations |